# Forges royales de Guérigny
Ne doit pas être confondu avec Forges de Cosne-sur-Loire.
Les forges royales de Guérigny se trouvent à Guérigny (Nièvre).

## Historique
Les forges de Guérigny sont attestées au moins depuis le XVIIe siècle, où elles produisent des pièces d'ancres pour la Marine.
Propriété de Pierre Babaud de La Chaussade, les hauts fourneaux produisent 250 tonnes de fonte en 1770, utilisant du minerai de Villatte, des bois de Rochefort, de Charrault, de Donzy et des Alliots.
L’importance de la production amène notamment à la construction de logements pour le régisseur et les ouvriers, d'une grange, d'une écurie, d'un lavoir à minerai.
En 1825, elles passent à la famille de Berthier-Bizy.
Les forges bénéficient de multiples protections aux monuments historiques, : classement en 1991, inscriptions en 1982 et 1991.

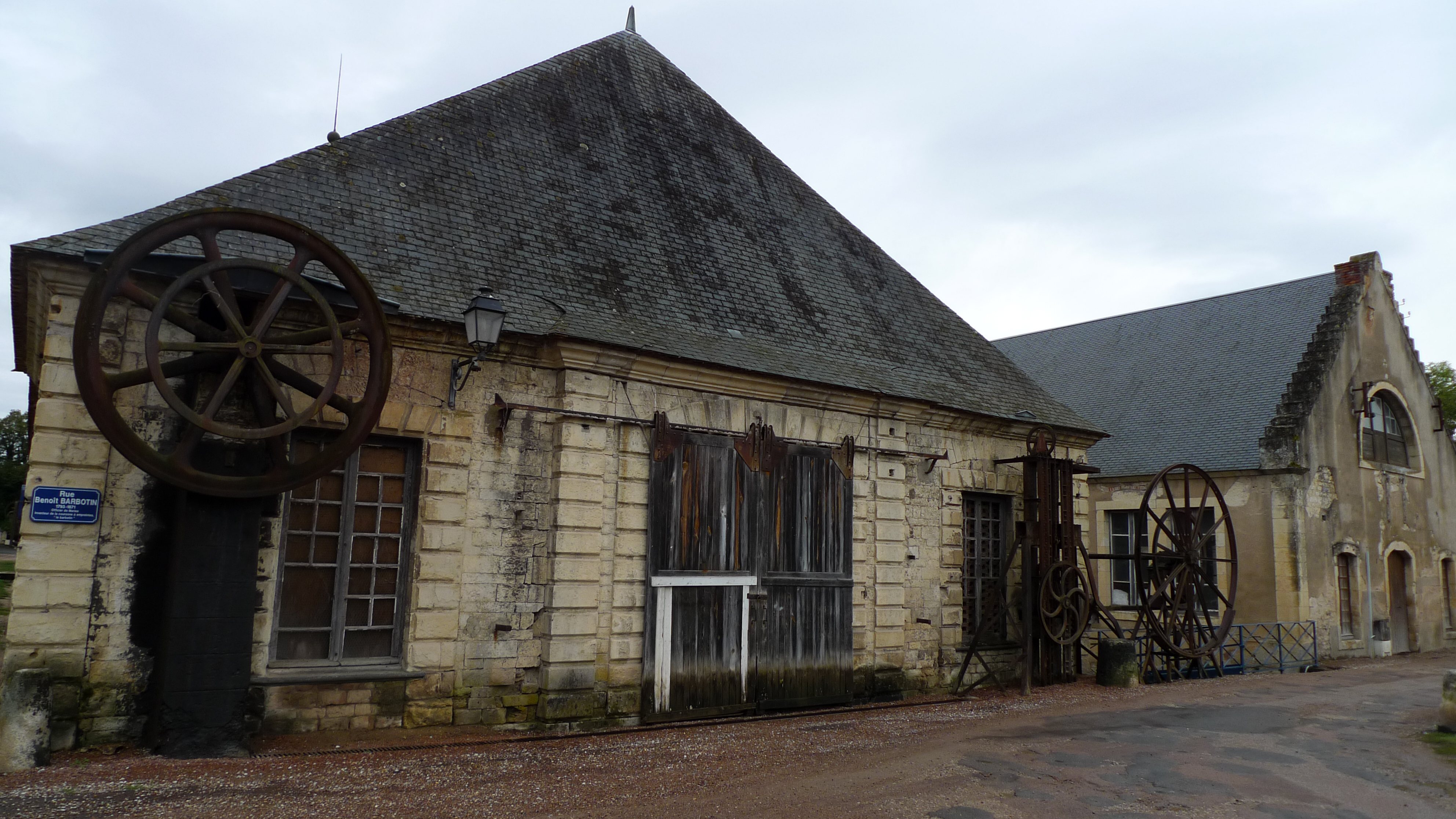
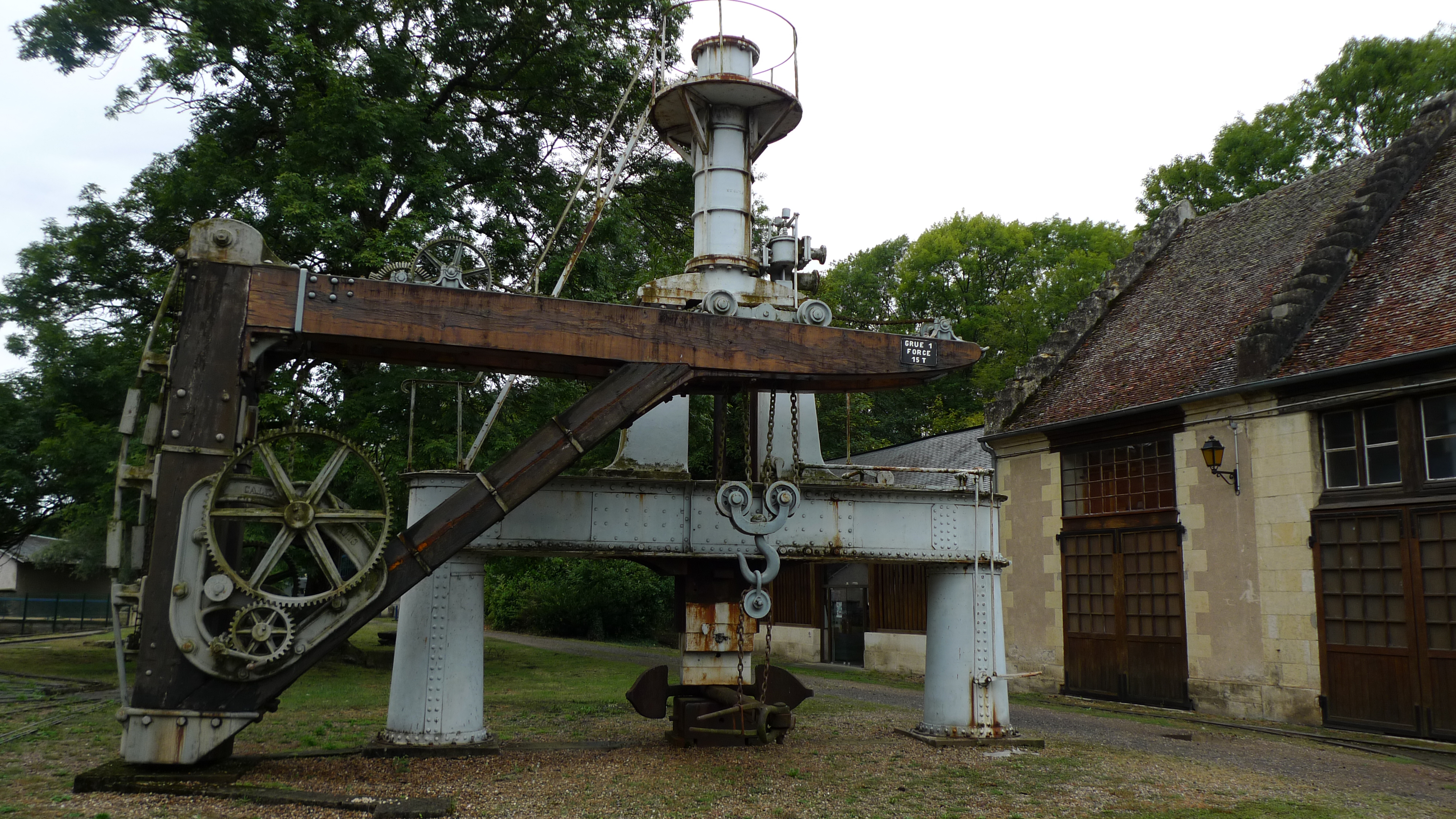
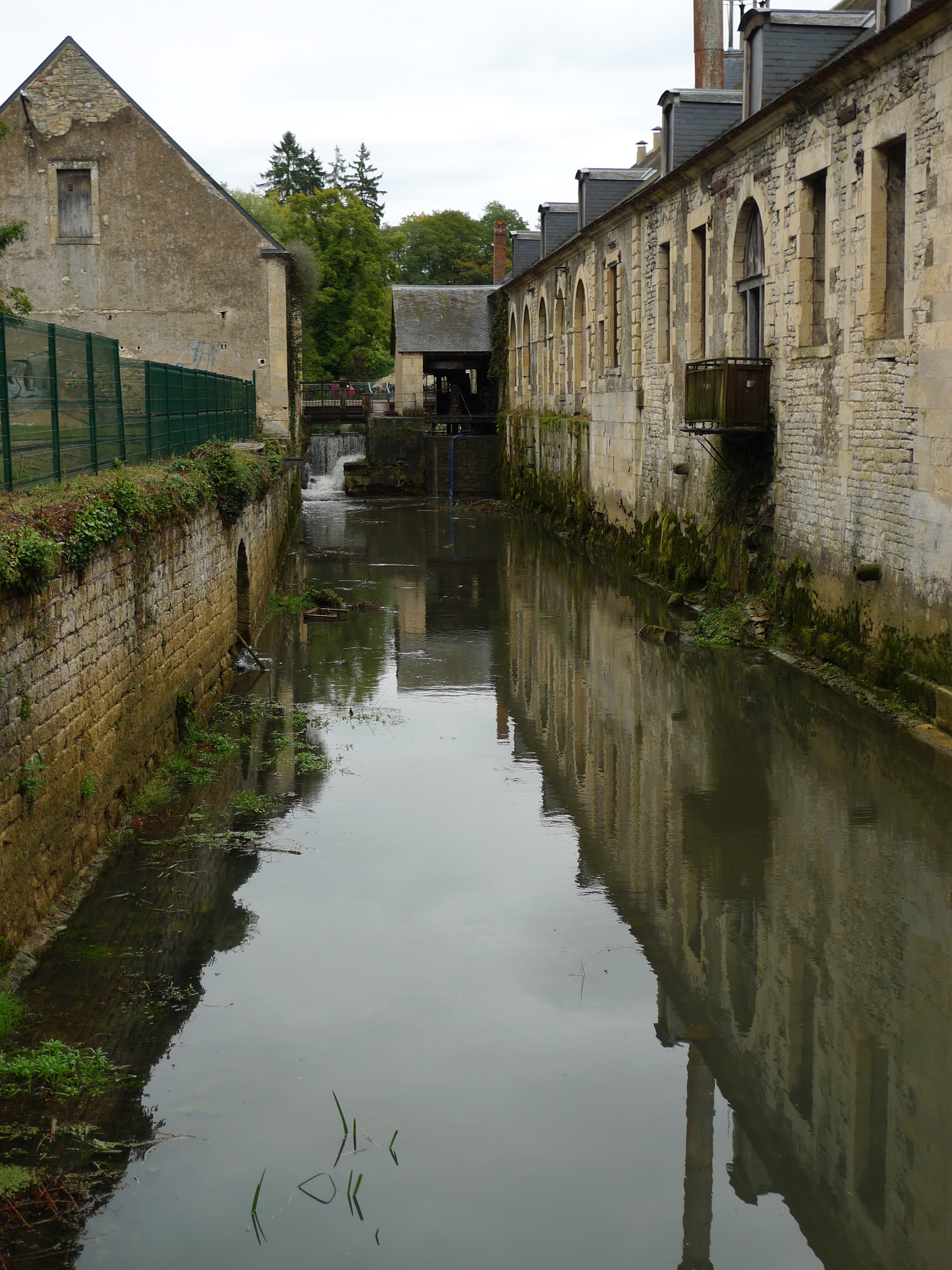
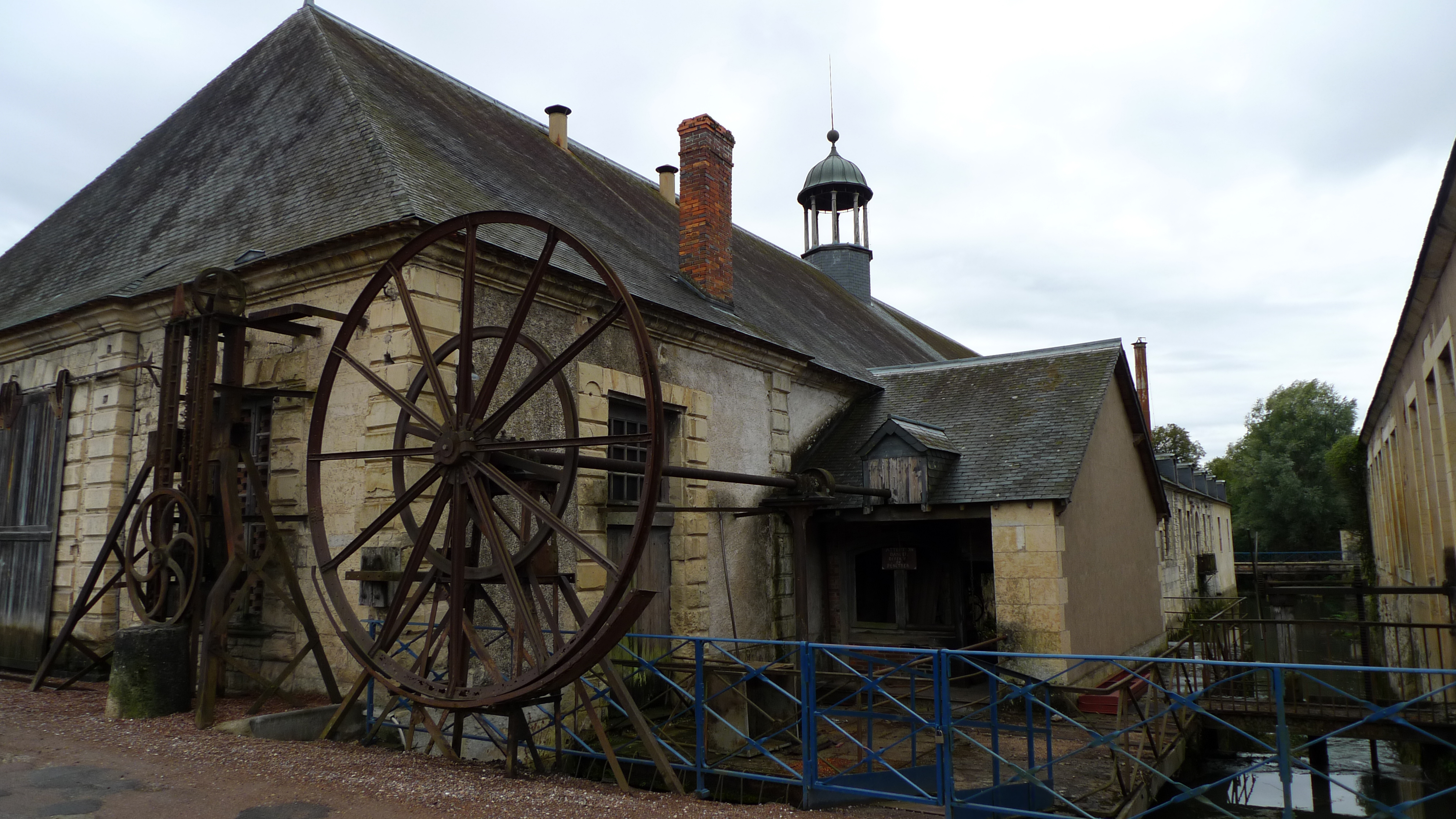